# Mitra matando al toro

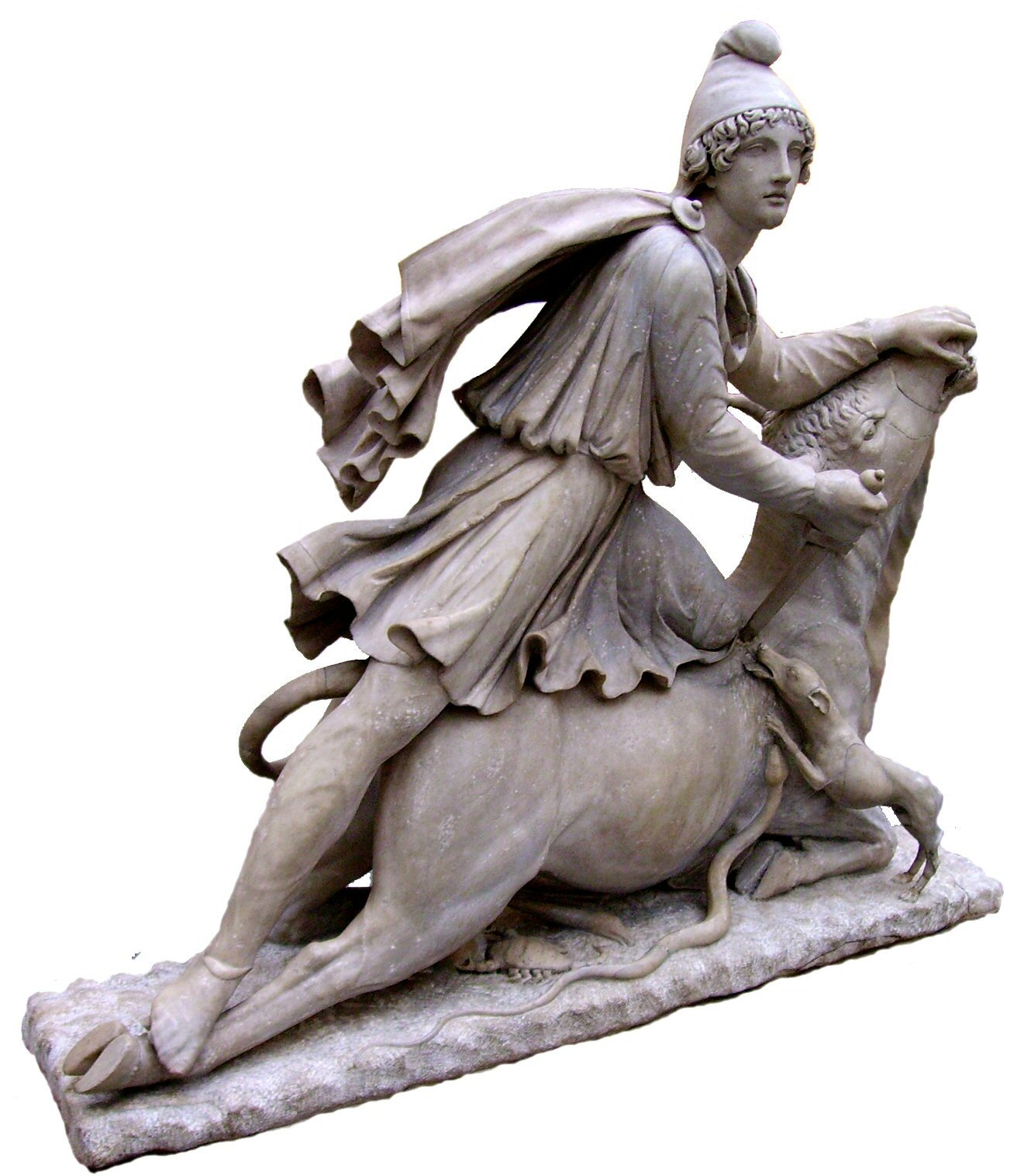
Otra vista de la misma estatua.

Mitra matando al toro es una escultura de mármol tallada en época del Imperio romano (siglo II) que representa la escena principal del culto del mitraísmo, la tauroctonía.

## Historia
La escultura procede de Roma, y forma parte del llamado grupo de esculturas de la tauroctonía del mitraísmo, religión que se cree tuvo sus inicios en Persia pero que se propagó por todo el Imperio romano durante los tres siglos siguientes.
En la obra aparece Mitra ataviado con un pantalón y un gorro frigio, apuñalando con un cuchillo sacrificial a un toro; a su lado hay un perro y una serpiente que intentan beber de la sangre del bóvido y un escorpión atacando sobre la zona genital. Se creía que al derramar la sangre del toro se lograba el renacer de la vida y la luz.

## Ubicación
La escultura se exponía de manera permanente en la sala 69, en el Departamento de Arte Romano y Griego perteneciente al Museo Británico. Sin embargo, en 2014 comenzó a mostrarse en la exhibición itinerante "A History of the World in 100 Objects" por diversos países, organizada por el Museo Británico, a la espera de volver a su emplazamiento original en el museo.